# قائمة وزراء الداخلية (السعودية)
هذه قائمة لوزراء الداخلية في السعودية منذ تأسيسها.
| مسلسل | سبقه                                  | وزير الداخلية                            | من الفترة     | حتى الفترة    | تبعه                                     | في عهد                                                                  |
| ----- | ------------------------------------- | ---------------------------------------- | ------------- | ------------- | ---------------------------------------- | ----------------------------------------------------------------------- |
| 1     | لا يوجد                               | الملك فيصل بن عبد العزيز آل سعود         | 28/6/1350هـ   | 9/3/1353هـ    | عبد الله الفيصل بن عبد العزيز آل سعود    | الملك عبد العزيز آل سعود                                                |
| 2     | الملك فيصل بن عبد العزيز آل سعود      | عبد الله الفيصل بن عبد العزيز آل سعود    | 26/8/1370هـ   | 20/9/1378هـ   | الملك فيصل بن عبد العزيز آل سعود         | الملك عبد العزيز آل سعود و الملك سعود بن عبد العزيز آل سعود             |
| 3     | الملك فيصل بن عبد العزيز آل سعود      | عبد الله الفيصل بن عبد العزيز آل سعود    | 20/9/1378هـ   | 8/1/1380هـ    | مساعد بن عبد الرحمن بن فيصل آل سعود      | الملك سعود بن عبد العزيز آل سعود                                        |
| 4     | عبد الله الفيصل بن عبد العزيز آل سعود | مساعد بن عبد الرحمن بن فيصل آل سعود      | 8/1/1380هـ    | 3/7/1380هـ    | عبد المحسن بن عبد العزيز آل سعود         | الملك سعود بن عبد العزيز آل سعود                                        |
| 5     | مساعد بن عبد الرحمن بن فيصل آل سعود   | عبد المحسن بن عبد العزيز آل سعود         | 3/7/1380هـ    | 1/4/1381هـ    | فيصل بن تركي الأول بن عبد العزيز آل سعود | الملك سعود بن عبد العزيز آل سعود                                        |
| 6     | عبد المحسن بن عبد العزيز آل سعود      | فيصل بن تركي الأول بن عبد العزيز آل سعود | 1/4/1381هـ    | 3/6/1382هـ    | سعود بن عبد العزيز آل سعود               | الملك سعود بن عبد العزيز آل سعود                                        |
| 7     | عبد المحسن بن عبد العزيز آل سعود      | فهد بن عبد العزيز آل سعود                | 3/6/1382هـ    | 17/3/1395هـ   | نايف بن عبد العزيز آل سعود               | الملك سعود بن عبد العزيز آل سعود و الملك فيصل بن عبد العزيز آل سعود     |
| 8     | فهد بن عبد العزيز آل سعود             | نايف بن عبد العزيز آل سعود               | 17/3/1395هـ   | 1433/06/26هـ  | أحمد بن عبد العزيز                       | الملك خالد بن عبد العزيز آل سعود                                        |
| 9     | نايف بن عبد العزيز آل سعود            | أحمد بن عبد العزيز                       | 1433/06/26هـ  | 1433/12/30هـ  | محمد بن نايف آل سعود                     | الملك عبد الله بن عبد العزيز آل سعود                                    |
| 10    | أحمد بن عبد العزيز                    | محمد بن نايف آل سعود                     | 5 نوفمبر 2012 | 21 يونيو 2017 | عبد العزيز بن سعود بن نايف               | الملك عبد الله بن عبد العزيز آل سعود والملك سلمان بن عبد العزيز آل سعود |
| 11    | محمد بن نايف آل سعود                  | عبد العزيز بن سعود بن نايف               | 21 يونيو 2017 | مستمر         | في المنصب                                | الملك سلمان بن عبد العزيز آل سعود                                       |